# Cantó de Vilabrumièr
El cantó de Vilabrumièr és un cantó francès del departament de Tarn i Garona, situat al districte de Montalban. Té sis municipis i el cap és Vilabrumièr.

## Municipis
- Corbariu
- Reinièrs
- Sent Naufari
- Varenas
- Verlhac
- Vilabrumièr

## Història
| Data d'elecció                           | Identitat      | Partit | Qualitat |
| ---------------------------------------- | -------------- | ------ | -------- |
| 1982-1988                                | Aimé Vigouroux | PCF    |          |
| 1988-                                    | Etienne Astoul | PS     |          |
| les dades anteriors no són pas conegudes |                |        |          |
|                                          |                |        |          |